# سانتی جارا
سانتی جارا (انگلیسی: Santi Jara؛ زادهٔ ۲ فوریهٔ ۱۹۹۱) بازیکن فوتبال اهل اسپانیا است.
از باشگاه‌هایی که در آن بازی کرده‌است می‌توان به باشگاه فوتبال اسپورتینگ خیخون و باشگاه فوتبال آلباسته بالومپیه اشاره کرد.